# 골든레이호
골든레이호(Golden Ray)는 현대글로비스 소속 대형 자동차 운반선이다.

## 2019년 사고
2019년 9월 8일, 미국 조지아주의 브런즈윅 항구에서 약 12.6km 떨어진 지점에서 골든레이호가 전도되는 사고가 발생하였다. 사고 직후 24명의 승선원 중 20명은 구조되었으며, 4명은 실종되었다. 미국 해안경비대는 골든레이호의 실종 선원 4명을 구조, 사고 발생 41시간만에 모두 선원을 구조하였다고 밝혔다.